# 亨特谷
亨特谷是一个位于美國马里兰州巴尔的摩县的非建制地区。

## 商业和工业
Hunt Valley Towne Centre 为亨特谷的购物中心，2005年改造完成后对外开放。
Paypal 在2019年前曾在此设立呼叫中心。目前，该地区仍有赌牌公司AmTote International，游戏公司BreakAway Games, 保守主义广播公司辛克莱广播集团，调味公司味可美，国防部承包商AAI 集团 等众多企业运营。

## 文化
该地区的亨特谷旅馆（Hunt Valley Inn）是马里兰州年度科幻大会的热门举办地。这个科幻大会吸引了大量电视剧粉丝，主要围绕《星球大战》和《星际旅行》來展开，后者的粉丝被称为“徒步旅行者（Trekkers）”或“星舰迷（Trekkies）”。